# Sadova (Suceava)
Sadova (alemany: Sadowa) és un municipi situat al comtat de Suceava, a la regió històrica de Bucovina, al nord-est de Romania. En el passat, és a dir, des de l'època moderna fins a mitjans del segle xx, la comuna va estar habitada per una minoria alemanya, més concretament per alemanys de Bucovina (alemany: Bukowinadeutsche o Buchenlanddeutsche).